# Polyorycta dimidialis
Polyorycta dimidialis är en fjärilsart som beskrevs av Fabricius 1794. Polyorycta dimidialis ingår i släktet Polyorycta och familjen nattflyn. Inga underarter finns listade i Catalogue of Life.